# 弦楽四重奏曲第2番 (ヴォーン・ウィリアムズ)
弦楽四重奏曲第2番イ短調（String Quartet No.2 in A minor）は、イギリスの作曲家レイフ・ヴォーン・ウィリアムズが1942年から作曲した弦楽四重奏曲である。「ジーンの誕生日に」(for Jean on her birthday)の副題がある。
完成時期は1943年か1944年との説がある。

## 概要
ヴォーン・ウィリアムズの室内楽の中では最後の作品である。マンジェス四重奏団(Manges Quartet)のヴァイオリニスト、ジーン・スチュアートに献呈された。
初演は1944年の10月、マンジェス四重奏団により行われた。第2楽章や第4楽章の美しさで名高い。
献呈先のジーン・スチュアートは、メディチ四重奏団の演奏によるNIMBUSレーベルのCD(1989年録音)において、ブックレットの裏側にアーシュラ夫人、及びメディチ四重奏団と共に写っている。

## 楽曲構成
全曲で演奏時間は20分程度。
- 第1楽章 前奏曲、Allegro appassionato
- 第2楽章 ロマンス、Largo
- 第3楽章 スケルツォ、Allegro
- 第4楽章 エピローグ、Andante sostenuto